# S/2004 S 13
S/2004 S 13 er den midlertidige betegnelse for en af planeten Saturns måner: Den blev opdaget den 4. maj 2005 ud fra observationer foretaget af et hold astronomer fra Hawaiis Universitet under ledelse af Scott S. Sheppard mellem den 12. december 2004 og den 9. marts 2005.
S/2004 S 13 har retrograd omløb om Saturn, dvs. den populært sagt bevæger sig "den gale vej rundt" om Saturn.
| Naturvidenskab | Spire Denne naturvidenskabsartikel er en spire som bør udbygges. Du er velkommen til at hjælpe Wikipedia ved at udvide den. |